# Jaroslav Vašíčko
Jaroslav Vašíčko (* 12. prosince 1950) je bývalý československý hokejový obránce.

## Hokejová kariéra
V československé lize hrál za TJ Gottwaldov. Odehrál 3 ligové sezóny, nastoupil v 15 ligových utkáních. Po skončení ligové kariéry hrál za ZVL Skalica.

## Klubové statistiky
| Sezona    | Klub          | Soutěž  | Základní část | Základní část | Základní část | Základní část | Základní část |
| Sezona    | Klub          | Soutěž  | Z             | G             | A             | B             | TM            |
| --------- | ------------- | ------- | ------------- | ------------- | ------------- | ------------- | ------------- |
| 1969/1970 | TJ Gottwaldov | 1. liga | 1             | 0             | 0             | 0             | -             |
| 1970/1971 | TJ Gottwaldov | 2. liga | -             | -             | -             | -             | -             |
| 1971/1972 | TJ Gottwaldov | 1. liga | 1             | 0             | 0             | 0             | -             |
| 1972/1973 | TJ Gottwaldov | 2. liga | -             | -             | -             | -             | -             |
| 1973/1974 | TJ Gottwaldov | 2. liga | -             | -             | -             | -             | -             |
| 1974/1975 | TJ Gottwaldov | 1. liga | 13            | 0             | 0             | 0             | -             |
| 1975/1976 | ZVL Skalica   | 2. liga | -             | -             | -             | -             | -             |